# Angela (The Kik)
Angela is een nummer van de Nederlandse band The Kik uit 2020. Het is de tweede single van hun zesde studioalbum Jin.
"Angela" is een vrolijk uptempo rocknummer waarin de liedverteller zijn verliefdheid op de moeder van zijn beste vriend bezingt. Het nummer werd NPO Radio 2 TopSong, en leverde The Kik een kleine radiohit op. Desondanks bereikte het de Nederlandse Top 40 of Tipparade niet. Wel haalde het de 12e positie in de Verrukkelijke 15 van NPO Radio 2.

## Tracklijst
- Muziekdownload

1. "Angela" - 2:40
2. "Plekken waar je niet mag roken" - 3:30